# Eugen Holzherr
Eugen Holzherr (ur. 24 grudnia 1928 w Bärschwil, zm. w 1990) – szwajcarski zapaśnik walczący w stylu wolnym. Olimpijczyk z Rzymu 1960, gdzie zajął dwunaste miejsce w kategorii do 87 kg.

## Letnie Igrzyska Olimpijskie 1960
| Konkurencja      | Rundy eliminacyjne     | Rundy eliminacyjne     | Rundy eliminacyjne | Klas. końcowa |
| Konkurencja      | Przeciwnik I           | Przeciwnik II          | Przeciwnik III     | Miejsce       |
| ---------------- | ---------------------- | ---------------------- | ------------------ | ------------- |
| 87 kg styl wolny | Anatolij Ałbuł (SUN) P | César Ferreras (VEN) R | İsmet Atlı (TUR) P | 12.           |